# Годовіцин Геннадій Миколайович
Геннадій Миколайович Годовіцин (нар. 1909, село Родники Юр'євецького повіту Костромської губернії, тепер Івановської області, Російська Федерація — ?) — радянський діяч, голова виконавчого комітету Новосибірської обласної ради депутатів трудящих. Депутат Верховної Ради СРСР 1-го скликання (1941—1946).

## Біографія
Народився в селянській родині. У 1923—1926 роках — учень школи фабрично-заводського учнівства при комбінаті «Більшовик». Потім був слухачем робітничого факультету.
Член ВКП(б) з 1932 року.
У 1936 році закінчив хіміко-технологічний інститут.
У 1936—1937 роках — заступник начальника цеху Кемеровського азотно-тукового заводу Новосибірської області.
У грудні 1937 — 1940 року — голова виконавчого комітету Кемеровської міської ради Новосибірської області.
До травня 1940 року — завідувач промислового відділу Новосибірського обласного комітету ВКП(б).
25 травня 1940 — липень 1941 (офіційно 16 січня 1942) року — голова виконавчого комітету Новосибірської обласної ради депутатів трудящих.
17 липня 1941 — 1943 року — голова виконавчого комітету Томської міської ради депутатів трудящих Новосибірської області.
Потім — заступник секретаря Курського обласного комітету ВКП(б) з промисловості.
Подальша доля невідома.

## Нагороди
- орден «Знак Пошани»
- медалі